# Hoodia currorii
Hoodia currorii là một loài thực vật có hoa trong họ La bố ma. Loài này được (Hook.) Decne. mô tả khoa học đầu tiên năm 1844.